# Lista de jogos da série WWE 2K

O logo do jogo mais recente da série, utilizado na série WWE 2K.

A série WWE (atualmente marcada como WWE 2K; e anteriormente conhecida como SmackDown!, SmackDown vs. Raw, ou simplesmente WWE) é uma série de videogames de luta livre profissional baseada na promoção americana de luta livre profissional WWE. A série foi originalmente publicada pela THQ até 2013, quando a 2K Sports da Take-Two Interactive assumiu. De 2000 a 2018, a série foi desenvolvida principalmente pela Yuke's. Inicialmente exclusiva para os consoles de videogame PlayStation da Sony, a série se expandiria para todos os consoles da sétima geração em 2008. A série está entre as franquias de videogame mais vendidas com 47 milhões de cópias vendidas em 2009.
O motor de jogo da WWE é baseado no usado pelas séries Toukon Retsuden e Rumble Roses, que também foram desenvolvidas pela Yuke's. No Japão, Yuke publicou a série da WWE sob o título Exciting Pro Wrestling. Com o lançamento do WWE SmackDown vs. Raw 2007 em 2006, a THQ assumiu como editora japonesa e a série adotou o nome ocidental.

## Jogos da série

### SerieSmackDown!
| Título | Detalhes |
| --- | --- |
| WWF SmackDown! Data(s) de lançamento: - NA: 2 de março de 2000 - UE: 14 de abril de 2000 - JP: 3 de agosto de 2000                            | Anos de lançamento por sistema:2000—PlayStation |
| WWF SmackDown! Data(s) de lançamento: - NA: 2 de março de 2000 - UE: 14 de abril de 2000 - JP: 3 de agosto de 2000                            | Notas: - Conhecido no Japão como Exciting Pro Wrestling. - A arte da capa apresenta Chyna, The Rock, Billy Gunn e Mankind. |
| WWF SmackDown! 2: Know Your Role Data(s) de lançamento: - NA: 21 de novembro de 2000 - UE: 1 de dezembro de 2000 - JP: 25 de janeiro de 2001  | Anos de lançamento por sistema:2000—PlayStation |
| WWF SmackDown! 2: Know Your Role Data(s) de lançamento: - NA: 21 de novembro de 2000 - UE: 1 de dezembro de 2000 - JP: 25 de janeiro de 2001  | Notas: - Conhecido no Japão como Exciting Pro Wrestling 2. - A arte da capa em NTSC apresenta Chris Jericho, The Rock, Triple H e The Undertaker. - A arte da capa em PAL apresenta The Rock, Triple H e Chyna. |
| WWF SmackDown! Just Bring It Data(s) de lançamento: - UE: 16 de novembro de 2001 - NA: 18 de novembro de 2001 - JP: 24 de janeiro de 2002     | Anos de lançamento por sistema:2001—PlayStation 2 |
| WWF SmackDown! Just Bring It Data(s) de lançamento: - UE: 16 de novembro de 2001 - NA: 18 de novembro de 2001 - JP: 24 de janeiro de 2002     | Notas: - Foi o primeiro jogo de vídeo game da WWF lançado no PlayStation 2 - Foi o último videogame lançado sob a sigla WWF, já que a World Wrestling Federation (WWF) mudou seu nome para World Wrestling Entertainment (WWE). - A arte da capa apresenta principalmente The Rock. Outros lutadores apresentados no fundo são Triple H, Kurt Angle e Spike Dudley.                                  |
| WWE SmackDown! Shut Your Mouth Data(s) de lançamento: - NA: 31 October 2002 - EU: 15 November 2002 - JP: 6 February 2003                      | Anos de lançamento por sistema:2002—PlayStation 2 |
| WWE SmackDown! Shut Your Mouth Data(s) de lançamento: - NA: 31 October 2002 - EU: 15 November 2002 - JP: 6 February 2003                      | Notas: - Conhecido no Japão como Exciting Pro Wrestling 4. - Foi o primeiro videogame lançado sob a sigla WWE, devido à World Wrestling Federation (WWF) mudar seu nome para World Wrestling Entertainment (WWE). - A arte da capa em NTSC apresenta Kurt Angle, Brock Lesnar, Triple H, Chris Jericho e Booker T. - A arte da capa em PAL apresenta The Rock, Hulk Hogan, Rob Van Dam e Jeff Hardy. |
| WWE SmackDown! Here Comes the Pain Data(s) de lançamento: - NA: 27 de outubro de 2003 - UE: 7 de novembro de 2003 - JP: 29 de janeiro de 2004 | Anos de lançamento por sistema:2003—PlayStation 2 |
| WWE SmackDown! Here Comes the Pain Data(s) de lançamento: - NA: 27 de outubro de 2003 - UE: 7 de novembro de 2003 - JP: 29 de janeiro de 2004 | Notas: - Conhecido no Japão como Exciting Pro Wrestling 5. - A arte da capa em NTSC apresenta principalmente Brock Lesnar. Outros lutadores apresentados em segundo plano são Rey Mysterio, Matt Hardy, John Cena, The Undertaker e Torrie Wilson. - A arte da capa em PAL apresenta exclusivamente Brock Lesnar.                                                                                    |

### SérieSmackDown vs. Raw
| Título | Detalhes |
| --- | --- |
| WWE SmackDown! vs. Raw Data(s) de lançamento: - NA: 2 de novembro de 2004 - UE: 12 de novembro de 2004 - JP: 3 de fevereiro de 2005                                   | Anos de lançamento por sistema:2004—PlayStation 2 |
| WWE SmackDown! vs. Raw Data(s) de lançamento: - NA: 2 de novembro de 2004 - UE: 12 de novembro de 2004 - JP: 3 de fevereiro de 2005                                   | Notas: - Conhecido no Japão como Exciting Pro Wrestling 6: SmackDown! vs. RAW. - Foi o primeiro videogame lançado sob o nome SmackDown! vs. RAW. - A arte da capa apresenta exclusivamente Vince McMahon |
| WWE SmackDown! vs. Raw 2006 Data(s) de lançamento: - UE: 11 de novembro de 2005 - NA: 14 de novembro de 2005 - JP: 2 de fevereiro de 2006                             | Anos de lançamento por sistema: 2005—PlayStation 2 e PlayStation Portable |
| WWE SmackDown! vs. Raw 2006 Data(s) de lançamento: - UE: 11 de novembro de 2005 - NA: 14 de novembro de 2005 - JP: 2 de fevereiro de 2006                             | Notas: - Conhecido no Japão como Exciting Pro Wrestling 7: SmackDown! vs. RAW 2006, e o último título a usar o nome Exciting Pro Wrestling no Japão - Foi o primeiro videogame da série a incluir um ano em seu título. - Foi o primeiro jogo da série a ser lançado para um console portátil. - A arte da capa apresenta Batista e John Cena |
| WWE SmackDown vs. Raw 2007 Data(s) de lançamento: - UE: 10 de novembro de 2006 - NA: 14 de novembro de 2006 - UA: 16 de novembro de 2006 - JP: 25 de janeiro de 2007  | Anos de lançamento por sistema: 2006—PlayStation 2, PlayStation Portable e Xbox 360 |
| WWE SmackDown vs. Raw 2007 Data(s) de lançamento: - UE: 10 de novembro de 2006 - NA: 14 de novembro de 2006 - UA: 16 de novembro de 2006 - JP: 25 de janeiro de 2007  | Notes: - Uma versão para PlayStation 3 também foi planejada, mas foi cancelada no meio da produção. - A partir deste jogo, o ponto de exclamação do título foi removido. - A arte da capa em NTSC e australiana apresenta principalmente Triple H. Outros lutadores apresentados no fundo são Rey Mysterio, John Cena, Torrie Wilson e Batista - A arte da capa em PAL apresenta exclusivamente Triple H |
| WWE SmackDown vs. Raw 2008 Data(s) de lançamento: - UE: 9 de novembro de 2007 - NA: 13 de novembro de 2007 - UA: 15 de novembro de 2007 - JP: 14 de fevereiro de 2008 | Anos de lançamento por sistema: 2007—Mobile, Nintendo DS, PlayStation 2, PlayStation 3, PlayStation Portable, Wii e Xbox 360 |
| WWE SmackDown vs. Raw 2008 Data(s) de lançamento: - UE: 9 de novembro de 2007 - NA: 13 de novembro de 2007 - UA: 15 de novembro de 2007 - JP: 14 de fevereiro de 2008 | Notas: - A versão para Nintendo DS foi desenvolvida pela Amaze Entertainment. - A arte da capa apresenta The Undertaker, John Cena e Bobby Lashley - Chris Benoit, seu movimento signature Crippler Crossface, outros movimentos de signature e entradas foram removidos do jogo finalizado, pois Benoit era originalmente um personagem jogável. Isto foi devido ao incidente de duplo assassinato e suicídio. - Começando com Smackdown vs. Raw 2010, o movimento foi restabelecido como 'Crossface'.                             |
| WWE SmackDown vs. Raw 2009 Data(s) de lançamento: - UA: 6 de novembro de 2008 - UE: 7 de novembro de 2008 - NA: 9 de novembro de 2008 - JP: 22 de janeiro de 2009     | Anos de lançamento por sistema: 2008—Mobile, Nintendo DS, PlayStation 2, PlayStation 3, PlayStation Portable, Wii e Xbox 360 |
| WWE SmackDown vs. Raw 2009 Data(s) de lançamento: - UA: 6 de novembro de 2008 - UE: 7 de novembro de 2008 - NA: 9 de novembro de 2008 - JP: 22 de janeiro de 2009     | Notas: - A versão para Nintendo DS foi desenvolvida por Tose. - A arte da capa apresenta D-Generation X (Triple H e Shawn Michaels) |
| WWE SmackDown vs. Raw 2010 Data(s) de lançamento: - NA: 20 de outubro de 2009 - UA: 22 de outubro de 2009 - UE: 23 de outubro de 2009 - JP: 28 de janeiro de 2010     | Anos de lançamento por sistema: 2009—Mobile, Nintendo DS, PlayStation 2, PlayStation 3, PlayStation Portable, Wii, Xbox 360 e iOS |
| WWE SmackDown vs. Raw 2010 Data(s) de lançamento: - NA: 20 de outubro de 2009 - UA: 22 de outubro de 2009 - UE: 23 de outubro de 2009 - JP: 28 de janeiro de 2010     | Notas: - A versão para Nintendo DS foi desenvolvida por Tose. - A arte da capa apresenta Edge, The Undertaker, John Cena, Randy Orton e Rey Mysterio |
| WWE SmackDown vs. Raw 2011 Data(s) de lançamento: - NA: 26 de outubro de 2010 - UA: 28 de outubro de 2010 - UE: 29 de outubro de 2010 - JP: 3 de fevereiro de 2011    | Anos de lançamento por sistema: 2010—PlayStation 2, PlayStation 3, PlayStation Portable, Wii e Xbox 360 |
| WWE SmackDown vs. Raw 2011 Data(s) de lançamento: - NA: 26 de outubro de 2010 - UA: 28 de outubro de 2010 - UE: 29 de outubro de 2010 - JP: 3 de fevereiro de 2011    | Notas: - Este foi o último jogo a ser lançado sob o nome SmackDown! vs. RAW. Foi também a última para as plataformas PlayStation 2 e PlayStation Portable. - A arte da capa americana e australiana apresenta Big Show, John Cena e The Miz - Capa europeia apresenta The Undertaker, Randy Orton e Sheamus - A arte da capa canadense apresenta Bret Hart, The Undertaker, Edge - A arte da capa mexicana apresenta The Undertaker, Rey Mysterio, Triple H - A capa de "Lord of Darkness Special Edition" apresenta The Undertaker |
| WWE SmackDown vs. Raw Online Original release date(s): Cancelado | Anos de lançamento por sistema: 2011—Microsoft Windows (cancelado) |
| WWE SmackDown vs. Raw Online Original release date(s): Cancelado | Notas: - Estava sendo desenvolvido especificamente para a Coreia do Sul e outros países asiáticos. |

### SérieWWE
| Título | Detalhes |
| --- | --- |
| WWE '12 Data(s) de lançamento: - NA: 22 de novembro de 2011 - UA: 24 de novembro de 2011 - UE: 25 de novembro de 2011 - JP: 26 de janeiro de 2012 | Anos de lançamento por sistema: 2011—PlayStation 3, Xbox 360, Wii |
| WWE '12 Data(s) de lançamento: - NA: 22 de novembro de 2011 - UA: 24 de novembro de 2011 - UE: 25 de novembro de 2011 - JP: 26 de janeiro de 2012 | Notas: - Foi o primeiro videogame lançado sob o nome da WWE. - A arte da capa para a normal e Wrestlemania Edition apresenta Randy Orton. A arte da capa da edição de colecionador apresenta The Rock (People's Edition). A arte da capa mexicana apresenta Sin Cara. |
| WWE '13 Data(s) de lançamento: - NA: 30 de outubro de 2012 - UA: 1 de novembro de 2012 - UE: 2 de novembro de 2012                                | Anos de lançamento por sistema: 2012—PlayStation 3, Xbox 360, Wii |
| WWE '13 Data(s) de lançamento: - NA: 30 de outubro de 2012 - UA: 1 de novembro de 2012 - UE: 2 de novembro de 2012                                | Notas: - Este foi o último jogo publicado pela THQ. Foi também o último jogo da WWE a ser lançado no Wii; bem como o jogo final da WWE em qualquer console da Nintendo até o lançamento do 2K18 no Switch. - A arte da capa apresenta CM Punk. Uma capa "falsa" com John Laurinaitis também foi revelada durante o Monday Night Raw e pode ser impressa no WWE.com. A Austin 3:16 Collector's Edition apresenta Stone Cold Steve Austin na capa. |

### SérieWWE 2K
| Título | Detalhes |
| --- | --- |
| WWE 2K14 Data(s) de lançamento: - NA: 29 de outubro de 2013 - UA: 31 de outubro de 2013 - UE: 1 de novembro de 2013                                                        | Anos de lançamento por sistema: 2013—PlayStation 3, Xbox 360 |
| WWE 2K14 Data(s) de lançamento: - NA: 29 de outubro de 2013 - UA: 31 de outubro de 2013 - UE: 1 de novembro de 2013                                                        | Notas: - Este é o primeiro jogo publicado pela gravadora 2K Sports da Take-Two Interactive. - A arte da capa apresenta The Rock. Uma arte de capa alternativa apresenta Daniel Bryan, que foi incluída em todas as cópias da versão de varejo do jogo. A Phenom Edition de colecionador apresenta o logotipo 'TX' do Undertaker na capa. |
| WWE 2K15 Data(s) de lançamento: - NA: 28 de outubro de 2014 - UA: 30 de outubro de 2014 - UE: 31 de outubro de 2014                                                        | Anos de lançamento por sistema: 2014—PlayStation 3, PlayStation 4, Xbox 360, Xbox One, Mobile 2015—Microsoft Windows |
| WWE 2K15 Data(s) de lançamento: - NA: 28 de outubro de 2014 - UA: 30 de outubro de 2014 - UE: 31 de outubro de 2014                                                        | Notas: - Este é o primeiro jogo da WWE feito para consoles de oitava geração e o primeiro jogo da série a ser lançado para PC. - A versão para PC não foi lançada em formato físico. Foi distribuído digitalmente via Steam. - Este é o primeiro jogo da série a ser lançado em cinco grandes plataformas de jogos. - Este é o primeiro jogo a apresentar o novo logotipo da WWE revelado em 2014. - A arte da capa apresenta John Cena. A Hulkamania Edition de colecionador apresenta Hulk Hogan na capa. |
| WWE 2K16 Data(s) de lançamento: - NA: 27 de outubro de 2015 - UA: 29 de outubro de 2015 - UE: 30 de outubro de 2015                                                        | Anos de lançamento por sistema: 2015—PlayStation 3, PlayStation 4, Xbox 360, Xbox One 2016—Microsoft Windows |
| WWE 2K16 Data(s) de lançamento: - NA: 27 de outubro de 2015 - UA: 29 de outubro de 2015 - UE: 30 de outubro de 2015                                                        | Notas: - A arte da capa apresenta Stone Cold Steve Austin. |
| WWE 2K17 Data(s) de lançamento: - WW: 11 de outubro de 2016 - JP: 9 de março de 2017                                                                                       | Anos de lançamento por sistema: 2016—PlayStation 3, PlayStation 4, Xbox 360, Xbox One 2017—Microsoft Windows |
| WWE 2K17 Data(s) de lançamento: - WW: 11 de outubro de 2016 - JP: 9 de março de 2017                                                                                       | Notas: - A arte da capa apresenta Brock Lesnar. - A arte da capa da NXT version de colecionador apresenta Aiden English, Apollo Crews, Big Cass, Blake, Dana Brooke, Enzo Amore, Jason Jordan, Buddy Murphy, Simon Gotch, Dash Wilder, Bayley, Alexa Bliss, Shinsuke Nakamura, Finn Bálor, Scott Dawson, Asuka, Nia Jax, Sami Zayn e Samoa Joe. - Este é o primeiro jogo da série 2K a não apresentar os modos Single Player Story e Campaign (como o DLC Hall of Famer Showcase foi adicionado posteriormente). - Esta também foi a parte final dos videogames da WWE a serem lançados nas plataformas PlayStation 3 e Xbox 360. |
| WWE 2K18 Data(s) de lançamento: - WW: 13 de outubro de 2017 (Deluxe) - WW: 17 de outubro de 2017 - JP: 19 de outubro de 2017 - WW: 6 de dezembro de 2017 (Nintendo Switch) | Anos de lançamento por sistema: 2017—PlayStation 4, Xbox One, Nintendo Switch, Microsoft Windows |
| WWE 2K18 Data(s) de lançamento: - WW: 13 de outubro de 2017 (Deluxe) - WW: 17 de outubro de 2017 - JP: 19 de outubro de 2017 - WW: 6 de dezembro de 2017 (Nintendo Switch) | Notas: - A arte da capa apresenta Seth Rollins. - Vários logotipos de John Cena do recurso "Cena 'Nuff" Edition de colecionador. - Este é o primeiro videogame sob o WWE 2K Banner lançado apenas em hardware de oitava geração, bem como o primeiro lançado no PC ao lado dos consoles. - Primeiro jogo da série a ser lançado em um console Nintendo desde WWE '13, também o primeiro a ser lançado no Nintendo Switch |
| WWE 2K19 Data(s) de lançamento: - WW: 5 de outubro de 2018 (Deluxe) - WW: 9 de outubro de 2018 - JP: 11 de outubro de 2018                                                 | Anos de lançamento por sistema: 2018—PlayStation 4, Xbox One, Microsoft Windows |
| WWE 2K19 Data(s) de lançamento: - WW: 5 de outubro de 2018 (Deluxe) - WW: 9 de outubro de 2018 - JP: 11 de outubro de 2018                                                 | Notes: - A arte da capa apresenta AJ Styles. - Último jogo da série a ser desenvolvido pela Yuke's. |
| WWE 2K20 Data(s) de lançamento: - WW: 22 de outubro de 2019 | Anos de lançamento por sistema: 2019—PlayStation 4, Xbox One, Microsoft Windows |
| WWE 2K20 Data(s) de lançamento: - WW: 22 de outubro de 2019 | Notas: - A arte da capa apresenta Becky Lynch e Roman Reigns. - Primeiro da série a ser desenvolvido exclusivamente pela Visual Concepts. |
| WWE 2K22 Data(s) de lançamento: - WW: 11 de março de 2022 | Anos de lançamento por sistema: 2022— PlayStation 4, PlayStation 5, Xbox One, Xbox Series X/S, Microsoft Windows |

## Spin-offs
| Título                                                                   | Detalhes |
| ------------------------------------------------------------------------ | --- |
| WWE 2K Data(s) de lançamento: - WW: 16 de julho de 2015                  | Anos de lançamento por sistema: 2015—Android, iOS |
| WWE 2K Data(s) de lançamento: - WW: 16 de julho de 2015                  | Notas: - Spin-off em dispositivos móveis baseado em WWE 2K15 - Desenvolvido por n-space e Visual Concepts |
| WWE 2K Battlegrounds Data(s) de lançamento: - WW: 18 de setembro de 2020 | Release years by system: 2020—PlayStation 4, Xbox One, Microsoft Windows, Nintendo Switch, Stadia |
| WWE 2K Battlegrounds Data(s) de lançamento: - WW: 18 de setembro de 2020 | Notas: - Jogo estilo arcade substituindo o WWE 2K21 devido às críticas negativas e baixas vendas que o WWE 2K20 recebeu. - Desenvolvido por Saber Interactive. - Este é o primeiro jogo da série a ser lançado no Stadia. - Este é o primeiro jogo da série a oferecer suporte a jogos entre plataformas, embora apenas entre Xbox One, Microsoft Windows e Stadia. |